# ARL 40
De ARL 40 is een Frans gemechaniseerd geschut uit het Interbellum.

## Ontwikkelingsgeschiedenis
Midden jaren dertig begon de Franse Infanterie een tank in productie te nemen, de Char B1, die zowel voorzien was van een krachtig antitankkanon — in de toren — als van een effectieve 75 mm houwitser tegen ongepantserde doelen — in de romp. Er was echter één functie die de tank niet kon uitvoeren: het bestrijden van zeer zwaar, boven de 100 à 120 millimeter, bepantserde tanks, want voor een kanon dat daartoe voldoende krachtig was, kon in toren noch romp voldoende ruimte gevonden worden. Nu bestonden dergelijke tanks nog helemaal niet, maar Frankrijk wilde ze zelf gaan bouwen en vreesde dat andere naties daarin zouden volgen, vooral om daarmee Frankrijks geduchte Maginotlinie te gaan overwinnen. Inderdaad waren zulke "superzware tanks" op dat moment erg in de mode en zelfs een Duitse generaal als Heinz Guderian, wiens naam toch meestal verbonden wordt met de Blitzkrieg waarvoor zulke monsters onnuttig waren, hield zich bezig met ambitieuze plannen voor de bouw van Panzer van 130 ton — die overigens nergens toe zouden leiden.
Vijandelijke superzware tanks konden natuurlijk bevochten worden door de eigen Chars lourds en die voorzag men in de plannen dan ook met een krachtig 90 of 105 mm kanon. Deze dure Franse voertuigen zouden echter altijd zo klein in aantal en lastig te vervoeren zijn, dat ze onmogelijk verdedigend het hele front konden afdekken. Daarvoor was het nodig een veel lichter en mobieler voertuig te hebben, matig bepantserd maar zwaar bewapend. De goedkoopste oplossing was een gemechaniseerd geschut: een rupsvoertuig zonder toren maar met het kanon in de romp.
In het voorjaar van 1935 testte het Franse Leger op het schietkamp van Mailly dat idee met het omgebouwde prototype van de Char D3, een beëindigd tankproject. Inderdaad werd het hele Leger erin betrokken en niet alleen de Infanterie, want ook de Cavalerie wilde een gemechaniseerd geschut hebben, zij het voor een ander doel: de nabijondersteuning tegen ongepantserde doelen van haar SOMUA S35-tanks. Op basis van de verworven inzichten benaderde men op 15 juni 1935 het bedrijf SOMUA met de vraag of niet in samenwerking met de legerwerkplaats Atelier de Rueil (ARL) een prototype voor zo'n geschut ontwikkeld kon worden. Al snel besloot men om zelfs twee ontwerpen te maken: SOMUA zou, gezien haar ervaring met de bouw van de S 35-cavalerietank, een versie voor de Cavalerie maken en ARL een versie voor de Infanterie. Beide versies zouden zo veel mogelijk gebruikmaken van componenten van het hoofdtanktype dat bij ieder Wapen in dienst was, dus respectievelijk de SOMUA S35 en de Char B1. Het wapenarsenaal Atelier de Construction de Puteaux (APX) zou voor beide projecten een modern gemeenschappelijk wapensysteem ontwikkelen, een 75 millimeter kanon.
Het project van SOMUA zou in 1938 leiden tot de SAu 40. ARL had zijn prototype als eerste gereed in juni 1938, met als gevolg dat het enige kanonprototype dat APX tot dan gebouwd had, in het ARL-voertuig werd ingebracht en SOMUA een half jaar moest wachten op de afbouw van haar type — volgens sommige bronnen werd toen daarvoor zelfs het kanon weer uit het ARL-prototype verwijderd. Beide typen werden in ieder geval tegelijkertijd beproefd in de winter en het voorjaar van 1939. Op 23 maart 1939 werd een tweede prototype besteld van wat toen de 75 mm Automoteur ARL V 39 heette en op 25 juli 1939 een derde. In 1940 werd de naam informeel gewijzigd in ARL 40.

## Beschrijving
ARL liet het ontwerpdoel om zo dicht mogelijk aan te sluiten bij de Char B1, voornamelijk doorwerken in het loopwerk en de algemene vormgeving. Net zoals de zware infanterietank heeft de ARL 40 hoog omlopende rupsbanden tot bovenaan de romp, waarbinnen aan de linkerzijde een toegangsdeur zit. Ook de kleine negen dubbele loopwielen per zijde zijn van het Char B1-type. De rupsbanden zelf zijn echter moderner met vele kleine schakels. De ARL 40 is met 257 centimeter iets breder, met 580 cm een stuk korter en met 245 cm fors platter. De bepantsering is iets lager met 50 millimeter, wat ook een lager gewicht oplevert van 25 ton, hetgeen leidt tot de hogere snelheid van 42 km/u. Anders dan bij de Char B1 is de romp vooraan gevormd uit een module van gietstaal, die sterk naar achteren helt. Ook de zijkanten van de romp bestaan bovenaan uit gegoten stukken die vastgesmeed zijn aan de lagere rechte zijplaten van gewalst staal. Een opvallend kenmerk zijn hier de drie hoge steunen voor toprollers (steunwieltjes voor de rupsbanden), die op het naar beneden glooiende gegoten pantser zijn vastgelast.
De hoofdbewapening bestaat uit een kanon met een automatisch laadmechanisme door APX ontwikkeld uit het 75 mm Modèle 29 de Casemate vestingkanon. Het is voorzien van een afgeschuind kanonschild dat dichter dan bij de SAu 40 op de romp is aangebracht en in dit geval over een balgewricht kan roteren. De traverse naar links en naar rechts is daardoor wat beperkter: 6°. De twee vizieren aan weerszijden van het kanon zijn met neerklapbare luikjes af te sluiten. Als het kanon zich in de hoogste elevatie van 30° bevindt, maakt het kanonschild het onmogelijk ze nog te openen, maar in dat geval functioneert het geschut als pure artillerie en brengt indirect vuur uit. Slagveldobservatie is dan nog steeds mogelijk via een gietstalen observatietorentje links op de romp geplaatst, waarin een binoculaire stereoskopische afstandsmeter zit die ruwweg op honderd meter nauwkeurig de afstand kan bepalen. Aan de andere kant van het torentje — de bronnen kunnen niet besluiten welke zijde voor- en welke de achterkant is — zit een 7,5 mm mitrailleuse. Die is niet zozeer bedoeld om de achterzijde te verdedigen maar om rondgedraaid vuur naar voren uit te brengen voor de nabijverdediging.
De bestuurder zit links en de radioseiner rechts. Rechts boven op de romp staan voor en achter twee antennes voor de radiosets: een voor de communicatie binnen het peloton, de andere voor verbindingen op compagniesniveau. Er is een totale bemanning van vijf.

## Productieplannen
In 1939 leek het gevaar van superzware tanks geweken; men wist dat Duitsland zulke reuzen niet in dienst genomen had. Toch besloot de Infanterie de ARL 40 aan te schaffen. Men had een nieuwe taak gevonden voor het type. Ten dele lag die in de nabijondersteuning als artillerie d'accompagnement maar de belangrijkste rol die het voertuig zou kunnen gaan spelen was die van tankjager. De officiële Franse doctrine voor infanterietanks was in die tijd aan het moderniseren. Rond 1933 had men zich nog veelal beperkt tot de pure infanterieondersteuning (dus van de soldaat te voet). In 1936 begon men de klemtoon te leggen op de zelfstandige rol van de zware tank in het doorbreken van de vijandelijke stelling. In 1939 zette men de volgende stap en besloot men dat zware tankeenheden na die doorbraak onmiddellijk moesten overgaan tot de operationele omvatting van de vijandelijke hoofdstelling, voordat het gat weer gedicht kon worden. Op zo'n stoot in de diepte zouden echter krachtige pantserreserves afkomen. Die wilde men op zo groot mogelijke afstand uitschakelen, voordat ze tot 900 meter konden naderen om met de hogere vuursnelheid die de driemanstoren van de Duitse tanks mogelijk maakte, de bemanningen van de, op zich praktisch onkwetsbare, Char B1's zouden gaan intimideren. De ARL 40 had door zijn automatische lader zelf een vuursnelheid van tien schoten per 55 seconden en kon, gebruikmakend van de nieuwe Brandt 75 mm granaat met subkaliber wolfraamkern, een aanvangssnelheid van 940 m/s en een doorslagvermogen van 90 millimeter, de vijandelijke tanks al op 2000 meter uitschakelen.
Op 27 september werd besloten iedere pantserdivisie van de Infanterie, ofwel Division Cuirasée (DCR), met een compagnie van twaalf kanonvoertuigen uit te rusten, onder te verdelen in twee groepen met ieder twee batterijen van drie stukken. Elke groep kon dan desgewenst aan een van de twee halfbrigades tanks die de divisie bezat, worden toegevoegd. Verder moest iedere groep en batterij een eigen commandovoertuig hebben, een ARL 40 zonder kanon.
Op 15 oktober ging minister-president Édouard Daladier akkoord met de aanschaf van acht groepen van negen, plus acht voertuigen voor de rijopleiding en de materieelreserve. Op 7 november 1939 werden tachtig exemplaren besteld, de eerste vijf af te leveren vanaf oktober 1940, waarna de productie op tien per maand moest worden gebracht. Ten tijde van de Slag om Frankrijk die op 10 mei 1940 begon, was er nog geen voertuig gereed; sommige waren voor 20% afgebouwd. Het prototype, dat niet voor het front geschikt was wegens een goedkopere constructie in ijzer in plaats van pantserstaal, werd toen de nederlaag dreigde in juni naar Noord-Afrika verscheept. Daar is het inderdaad aangekomen maar van zijn verdere lot is niets bekend.